# Marruecos en la Copa Mundial de Fútbol de 1998
Marruecos es una de las 32 selecciones participantes en la Copa Mundial de Fútbol de Francia 1998, la que es su cuarta participación en un mundial y segunda de manera consecutiva.

## Clasificación

### Grupo 5
| País         | J | G | E | P | GF | GC | GD  | Pts |
| ------------ | - | - | - | - | -- | -- | --- | --- |
| Marruecos    | 6 | 5 | 1 | 0 | 14 | 2  | 12  | 16  |
| Sierra Leona | 5 | 2 | 1 | 2 | 4  | 6  | −2  | 7   |
| Ghana        | 6 | 1 | 3 | 2 | 7  | 7  | 0   | 6   |
| Gabón        | 5 | 0 | 1 | 4 | 1  | 11 | −10 | 1   |

| 9-11-1996 | Marruecos                                 | 4–0     | Sierra Leona | Prince Moulay Abdellah Stadium, Rabat                                  |                                                                        |
|           | Hababi 16' · Raghib 50' 55' · Fertout 57' | Reporte |              | Asistencia: 25,000 espectadores Árbitro(s): Olufemi Olaniyan (Nigeria) | Asistencia: 25,000 espectadores Árbitro(s): Olufemi Olaniyan (Nigeria) |

| 12-1-1997 | Ghana                   | 2–2     | Marruecos              | Baba Yara Stadium, Kumasi                                       |                                                                 |
|           | Johnson 77' · Moses 89' | Reporte | Bassir 30' · Hadji 70' | Asistencia: 45,000 espectadores Árbitro(s): Ali Mohamed Bujsaim | Asistencia: 45,000 espectadores Árbitro(s): Ali Mohamed Bujsaim |

| 6-4-1997                                                                           | Gabón | 0–4     | Marruecos                    | Stade Omar Bongo, Libreville                                |                                                             |
|                                                                                    |       | Reporte | Bahja 2' 5' · Bassir 44' 45' | Asistencia: 40,000 espectadores Árbitro(s): Charles Masembe | Asistencia: 40,000 espectadores Árbitro(s): Charles Masembe |
| Partido abandonado al minuto 53 por problemas de ruido. FIFA mantuvo el resultado. |       |         |                              |                                                             |                                                             |

| 26-4-1997 | Sierra Leona | 0–1     | Marruecos  | National Stadium, Freetown                               |                                                          |
|           |              | Reporte | Bassir 40' | Asistencia: 45,000 espectadores Árbitro(s): Falla N'Doye | Asistencia: 45,000 espectadores Árbitro(s): Falla N'Doye |

| 8-6-1997 | Marruecos  | 1–0     | Ghana | Stade Mohammed V, Casablanca                             |                                                          |
|          | Raghib 67' | Reporte |       | Asistencia: 80,000 espectadores Árbitro(s): Sidi Magassa | Asistencia: 80,000 espectadores Árbitro(s): Sidi Magassa |

| 8-7-1997 | Marruecos                         | 2–0     | Gabón | Stade Mohammed V, Casablanca                                |                                                             |
|          | Naybet 24' · Bahja 45(+2)' (pen.) | Reporte |       | Asistencia: 125,000 espectadores Árbitro(s): Hussein Moussa | Asistencia: 125,000 espectadores Árbitro(s): Hussein Moussa |

## Jugadores
Estos son los 22 jugadores convocados para el torneo:

## Resultados
Marruecos fue eliminado en el grupo A.
| País      | J | G | E | P | GF | GC | GD | Pts |
| --------- | - | - | - | - | -- | -- | -- | --- |
| Brasil    | 3 | 2 | 0 | 1 | 6  | 3  | +3 | 6   |
| Noruega   | 3 | 1 | 2 | 0 | 5  | 4  | +1 | 5   |
| Marruecos | 3 | 1 | 1 | 1 | 5  | 5  | 0  | 4   |
| Escocia   | 3 | 0 | 1 | 2 | 2  | 6  | -4 | 1   |

| 10 de junio de 1998 | Marruecos             | 2–2     | Noruega                         | Stade de la Mosson, Montpellier                              |                                                              |
|                     | Hadji 37' · Hadda 60' | Reporte | Chippo 45+1' (a.g.) · Eggen 61' | Asistencia: 29,800 espectadores Árbitro(s): Pirom Un-prasert | Asistencia: 29,800 espectadores Árbitro(s): Pirom Un-prasert |

| 16 de junio de 1998 | Brasil                                  | 3–0     | Marruecos | Stade de la Beaujoire, Nantes                                |                                                              |
|                     | Ronaldo 9' · Rivaldo 45+2' · Bebeto 50' | Reporte |           | Asistencia: 35,500 espectadores Árbitro(s): Nikolai Levnikov | Asistencia: 35,500 espectadores Árbitro(s): Nikolai Levnikov |

| 23 de junio de 1998 | Escocia | 0–3     | Marruecos                   | Stade Geoffroy-Guichard, Saint-Étienne                  |                                                         |
|                     |         | Reporte | Bassir 23', 85' · Hadda 46' | Asistencia: 30,600 espectadores Árbitro(s): Ali Bujsaim | Asistencia: 30,600 espectadores Árbitro(s): Ali Bujsaim |